# Епанчин, Николай Петрович
Николай Петрович Епанчин (6 декабря 1787 — 26 ноября 1872, Санкт-Петербург) — русский адмирал (1856), участник Наваринского сражения, из дворянского рода Епанчиных.

## Биография
Брат Ивана Петровича, родился 6 декабря 1787 года.
В службу вступил в 1802 году. По окончании Морского кадетского корпуса 6 апреля 1805 года был произведён в мичманы. С тех пор и до 1842 года, в течение 37 лет, служил на море.
В 1811 году командовал транспортом «Эйшхкейт» в Свеаборге. Командуя 18-пушечным шлюпом «Тизьба» (1812) и 14-пушечной гребной яхтой «Роченсальмия» (1814), занимал брандвахтенный пост в Свеаборге.
В 1815 году, командуя 8-пушечным галетом «Эхо», а в 1816—1820 годах — 8-пушечным галетом «Аглая», совершал практические плавания в Финском заливе. В 1824 году командовал брандвахтенным 18-пушечным шлюпом «Пирам» в Архангельске.
В 1827 году, командуя 44-пушечным фрегатом «Елена», принял участие в Наваринском сражении. Войдя в бухту, Епанчин занял своё место в самый горячий момент боя, посреди порохового дыма, под градом ядер и гранат, сыпавшихся на суда с береговых батарей и с турецко-египетской эскадры. За Наваринское сражение Епанчин получил орден Св. Владимира 4-й степени с бантом.
В августе 1828 года награждён табакеркой с алмазными украшениями за содействие президенту Греции при прекращении чумы — фрегат Епанчина обеспечил морской карантин греческого побережья. Удачное исполнение этого поручения обратило на себя особое внимание императора Николая I.

«Государь, особенно доволен поведением капитан-лейтенанта Епанчина относительноно графа Каподистрии во время свирепствования чумы на островах Идра и Спеце; услуги, оказанные им Греции, в лице её постоянного президента, и страждущему человечеству, заслуживают особенного Монаршего благоволения»— Из письма К. В. Нессельроде вице-адмиралу Л. П. Гейдену от 3 июня 1828 года
В 1830 году награждён орденом Св. Георгия 4-й степени № 4513 за 18 морских кампаний. В 1833—1835 годах командовал 84-пушечным кораблём «Императрица Александра» (в 1833 и 1836 годах в составе эскадр находился в практических плаваниях в Балтийском море и Финском заливе; в июле-сентябре 1835 года в составе эскадры вице-адмирала П. И. Рикорда доставил Гвардейский корпус из Кронштадта в Данциг и обратно; 3 июля 1836 года на Кронштадском рейде принял участие в церемонии встречи на Балтийском флоте ботика Петра I).
В 1837 году Епанчин был произведён в контр-адмиралы, через два года назначен командиром 3-й бригады 3-й флотской дивизии, а в 1842 году — капитаном над Кронштадтским портом и награждён орденом Св. Станислава 1-й степени. С этого времени он оставил службу на море и посвятил себя административным занятиям, сначала по управлению делами Кронштадтского порта, а потом в качестве директора Кораблестроительного департамента Морского министерства. С 1844 года — председатель Комитета Флотской библиотеки Морского собрания Кронштадта. В 1858 году, по решению Епанчина, библиотека переведена из дома Миниха в здание Морского собрания. При нём хранилище стало пополняться периодическими изданиями, был создан каталог, открыт музей и читальный зал.
В 1848 году Епанчин был произведён в вице-адмиралы, а 6 декабря 1854 года назначен членом Адмиралтейств-совета, где продолжительная боевая служба и знакомство с военно-морской администрацией делали его одним из самых деятельных членов. В 1856 году был произведён в адмиралы.
Умер 26 ноября 1872 года. Отличаясь твёрдым характером, он выказал выдающееся спокойствие и при конце своей долгой жизни. Недели за две до кончины он начал чувствовать слабость, а за четыре дня попросил пригласить лейб-медика Н. Ф. Здекауэра, причём просил ему сказать: «Я был при его рождении, пусть он придёт посмотреть, как я умираю». Здекауэр нашёл, что Епанчин умирает от старости. Тогда Епанчин отказался принимать лекарства, сделал последние распоряжения, озаботился о войсках, которые будут наряжены на погребение его тела, приказал для офицеров приготовить в день похорон обед, а нижним чинам выдать денежные награды (Епанчин имел весьма скромное состояние), обеспечил прислугу и семейства их и сам нарисовал рисунок надгробного памятника на своей могиле. Всё это делалось с полным душевным спокойствием и с явной заботой никого не забыть. В память службы Епанчина во флоте на пожертвованный им капитал содержался один пенсионер в Инвалидном императора Павла I доме для старых матросов.

## Награды
Среди прочих:
- Орден Св. Владимира 4-й степени с бантом (10 декабря 1827)
- Орден Св. Анны 2-й степени (6 декабря 1831)
- Орден Св. Владимира 3-й степени (1 июля 1840)
- Орден Св. Станислава 1-й степени (1842)
- Орден Св. Анны 1-й степени с императорской короной (1853)
- Орден Св. Владимира 2-й степени (1858)
- Орден Белого орла (1862)
- Орден Св. Александра Невского (1866)
- Медаль «За турецкую войну» (1829)
- Бронзовая медаль «В память войны 1853—1856» (1856)
- Знак отличия беспорочной службы за LX лет (1868)
- Кавалер французского ордена Святого Людовика (1827)
- Рыцарь британского ордена Бани (1828)
- Офицер золотого креста греческого ордена Спасителя (1835)

## Воспоминания современников
Начальником нашего корабля был капитан 1-го ранга Н. П. Епанчин, отличный моряк, человек молчаливый, отчасти нахмуренный, но прекрасный и очень симпатичный. Он принял нас очень хорошо, и всегда приглашал к своему завтраку. Странный обычай усвоил он себе. Прежде чем приступить к еде, он брал ломтик хлеба, накладывал на него разных закусок, наливал в рюмку водки и, подойдя к борту, выбрасывал всё это в море, приговаривая: «это тебе», т.е. Нептуну. Всё это делалось очень серьёзно и никто из присутствующих не смел улыбаться.— П. А. Степанов. 25 лет Лейб-гвардии в Егерском полку (из записок старого егеря). 1832—1840. // Военный сборник. Т. 20. № 8 (август). 1877. С. 344—345.